# Meugliano
Meugliano is een gemeente in de Italiaanse provincie Turijn (regio Piëmont) en telt 96 inwoners (31-12-2004). De oppervlakte bedraagt 4,5 km², de bevolkingsdichtheid is 21 inwoners per km².

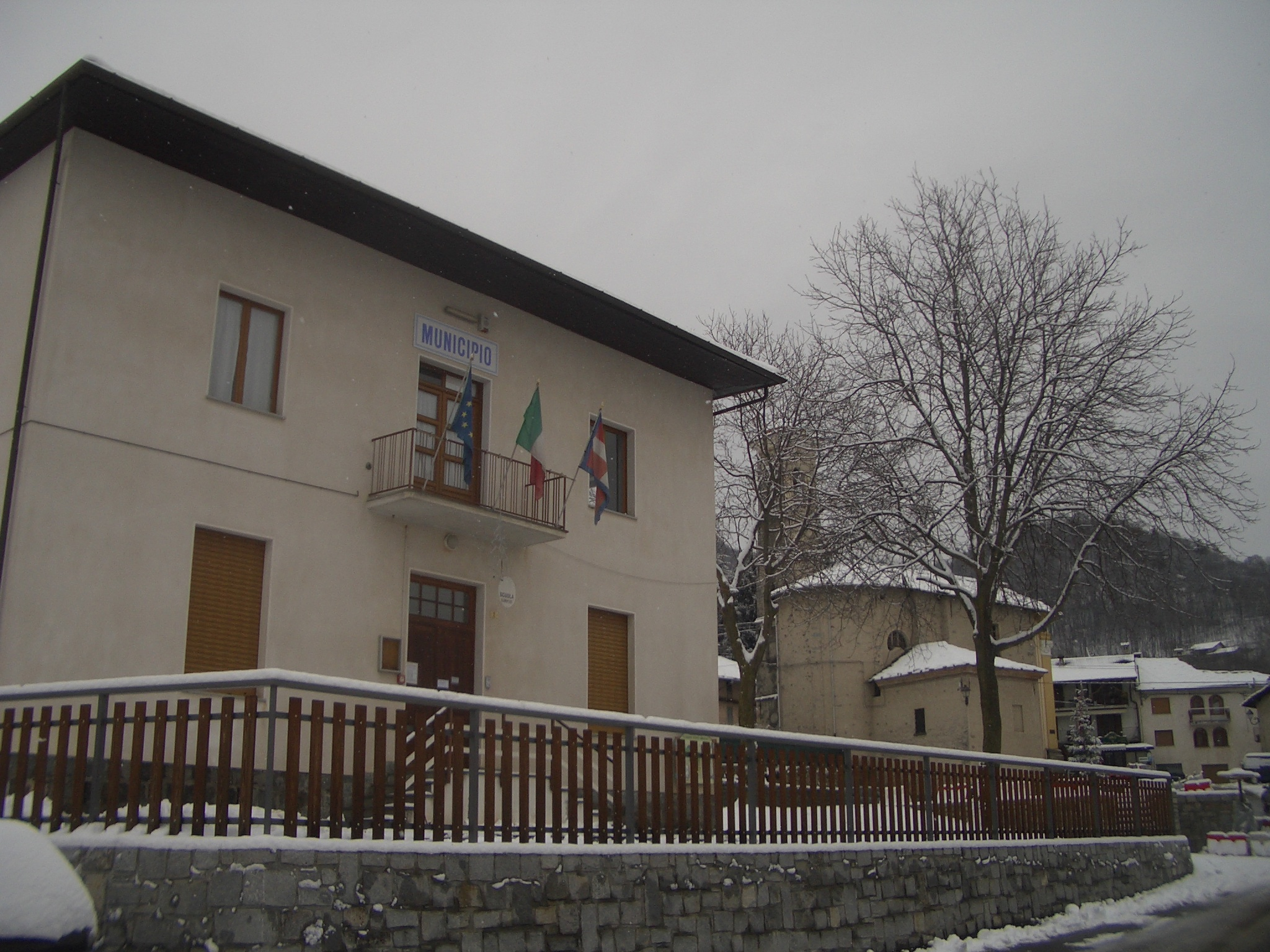
Gemeentehuis
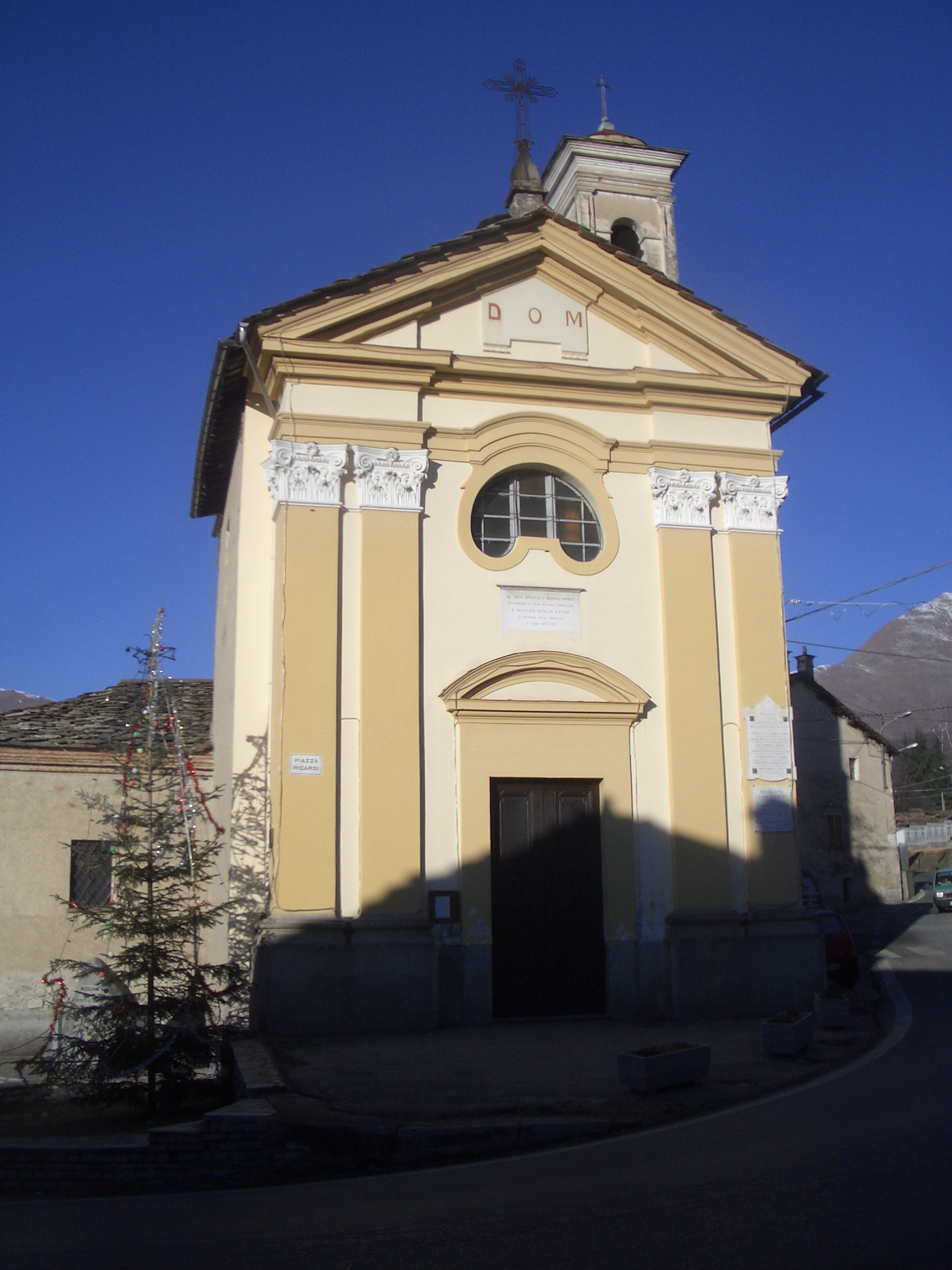
Parochiekerk

## Demografie
Meugliano telt ongeveer 63 huishoudens. Het aantal inwoners daalde in de periode 1991-2001 met 11,4% volgens cijfers uit de tienjaarlijkse volkstellingen van ISTAT.
| Jaar | Inwoneraantal |
| ---- | ------------- |
| 1991 | 123           |
| 2001 | 109           |

## Geografie
Meugliano grenst aan de volgende gemeenten: Traversella, Brosso, Trausella, Castellamonte, Alice Superiore, Rueglio, Vico Canavese, Lugnacco.
1. ↑  Popolazione Residente al 1° Gennaio 2018. Istituto Nazionale di Statistica. Geraadpleegd op 16 maart 2019.